# Bitwa morska pod Tyndaris
Bitwa morska pod Tyndaris – bitwa stoczona w 257 p.n.e. w trakcie pierwszej wojny punickiej.
Po zakończeniu walk na lądzie w roku 257 p.n.e. w archipelagu Wysp Liparyjskich doszło do morskiego starcia pod Tyndaris. Licząca 200 okrętów flota rzymska zaatakowała liczącą 80 jednostek flotę kartagińską pod wodzą Hamilkara. Nawet posiadając znaczną przewagę liczebną, Rzymianom nie udało się pokonać przeciwnika. Pomimo wyższych strat po stronie kartagińskiej bitwa zakończyła się wynikiem nierozstrzygniętym. Hamilkar utracił 18 okrętów, Rzymianie zaś 9 jednostek.

## Literatura
- Bernard Nowaczyk: Kartagina 149–146 p.n.e., wyd. Bellona, Warszawa 2008.